# Carlos Vázquez
Carlos Eduardo Vázquez Robledo (Trinidad, 12 marzo 1962) è un ex calciatore uruguaiano, di ruolo difensore.

## Carriera

### Club
Ha giocato nella massima serie dei campionati uruguaiano e argentino.

### Nazionale
Dal 1983 al 1984 ha giocato 3 partite con Nazionale uruguaiana, prendendo parte alla Copa América 1983.